# Amaloxestis
Amaloxestis är ett släkte av fjärilar. Amaloxestis ingår i familjen Lecithoceridae.
Kladogram enligt Catalogue of Life:
| Amaloxestis | \| \| Amaloxestis astringens \| \| \| \| \| \| Amaloxestis callitricha \| \| \| \| \| \| Amaloxestis chiloptila \| \| \| \| \| \| Amaloxestis nepalensis \| \| \| \| \| \| Amaloxestis perizeucta \| \| \| \| |
|             | \| \| Amaloxestis astringens \| \| \| \| \| \| Amaloxestis callitricha \| \| \| \| \| \| Amaloxestis chiloptila \| \| \| \| \| \| Amaloxestis nepalensis \| \| \| \| \| \| Amaloxestis perizeucta \| \| \| \| |
|             | Amaloxestis astringens |
|             | |
|             | Amaloxestis callitricha |
|             | |
|             | Amaloxestis chiloptila |
|             | |
|             | Amaloxestis nepalensis |
|             | |
|             | Amaloxestis perizeucta |
|             | |